# Mitochondrialer Phosphat-Transporter
Der mitochondriale Phosphat-Transporter (PiC, PTP) ist das Protein in der Mitochondrien-Membran der Eukaryoten, das den Transport von Phosphat-Ionen aus dem Zytosol in die Mitochondrien katalysiert. Er ist Teil der Atmungskette und gehört zu den mitochondrialen Carriern. Die Transportgleichung lautet:
Phosphat(außen) + H+(außen) ⇒ Phosphat(innen) + H+(innen)
Mutationen im SLC25A3-Gen sind Ursache für eine seltene Erbkrankheit, bei der die Neugeborenen innerhalb eines Jahrs an Kardiomyopathien und Übersäuerung sterben. Vermutlich spielt PiC auch die Hauptrolle bei der Entstehung von Reperfusionsschaden nach Ischämie.

## Weiterführende Literatur
- Iacobazzi V, Infantino V, Costanzo P, Izzo P, Palmieri F: Functional analysis of the promoter of the mitochondrial phosphate carrier human gene: identification of activator and repressor elements and their transcription factors. In: Biochem. J. Pt 3, November 2005, S. 613–621, doi:10.1042/BJ20050776, PMC 1276962 (freier Volltext) – (englisch, biochemj.org).
- Yamano K, Ishikawa D, Esaki M, Endo T: The phosphate carrier has an ability to be sorted to either the TIM22 pathway or the TIM23 pathway for its import into yeast mitochondria. In: J Biol Chem. 280. Jahrgang, Nr. 11, 2005, S. 10011–10017, doi:10.1074/jbc.M413264200, PMID 15644337 (englisch, jbc.org).